# Liste der Wappen mit dem Bergischen Löwen
Die Liste der Wappen mit dem Bergischen Löwen enthält Kommunalwappen sowie weitere Wappen und Logos mit dem Bergischen Löwen.

## Wappen
| Wappen | Status         | Ortsname / Verwaltungsgebiet | Landkreis / Kreisfreie Stadt        | Bundesland          | Besonderheiten                                                                         |
| ------ | -------------- | ---------------------------- | ----------------------------------- | ------------------- | -------------------------------------------------------------------------------------- |
|        | Kreis          | Kreis Mettmann               |                                     | Nordrhein-Westfalen |                                                                                        |
|        | ehem. Stadt    | Barmen                       | zu Wuppertal                        | Preußen             | unbekrönt, auf zwei goldenen Garnsträngen stehend, bis 1929                            |
|        | ehem. Stadt    | Cronenberg                   | zu Wuppertal                        | Preußen             | trägt eine Sensenklinge, auf einem Berg, bis 1929                                      |
|        | Stadt          | Düsseldorf                   | kreisfreie Stadt                    | Nordrhein-Westfalen | trägt einen blauen Anker                                                               |
|        | ehem. Stadt    | Elberfeld                    | zu Wuppertal                        | Preußen             | einen schwarzen Rost tragend, bis 1929                                                 |
|        | Stadt          | Leverkusen                   | kreisfreie Stadt                    | Nordrhein-Westfalen | belegt mit einem schwarzen Wechselzinnenbalken                                         |
|        | ehem. Stadt    | Mülheim                      | zu Köln                             | Preußen             | bis 1914                                                                               |
|        | ehem. Gemeinde | Rodenkirchen                 | zu Köln                             | Nordrhein-Westfalen | bis 1974, im Schildlein                                                                |
|        | ehem. Stadt    | Wiesdorf                     | zu Leverkusen                       | Preußen             | bis 1930, danach Wappen von Leverkusen bis 1976                                        |
|        | Kreis          | Rhein-Sieg-Kreis             |                                     | Nordrhein-Westfalen | ein goldenes Schwert in der Rechten, das kurkölnische Wappen in der Linken             |
|        | ehem. Kreis    | Landkreis Bonn               |                                     | Nordrhein-Westfalen | Kurkölnisches Kreuz, Jülicher- und Bergischer Löwe, bis 1969                           |
|        | ehem. Kreis    | Rhein-Wupper-Kreis           |                                     | Nordrhein-Westfalen | 1929–1974                                                                              |
|        | Stadt          | Radevormwald                 | Oberbergischer Kreis                | Nordrhein-Westfalen | trägt einen goldenen Schlüssel                                                         |
|        | ehem. Stadt    | Velbert                      | zu Velbert                          | Nordrhein-Westfalen | zwei gekreuzte blaue Schlüssel tragend, bis 1975                                       |
|        | Stadt          | Wuppertal                    | kreisfreie Stadt                    | Nordrhein-Westfalen | auf zwei goldenen Garnsträngen stehend, einen schwarzen Rost tragend                   |
|        | Stadt          | Langenfeld (Rheinland)       | Kreis Mettmann                      | Nordrhein-Westfalen |                                                                                        |
|        | ehem. Stadt    | Ronsdorf                     | zu Wuppertal                        | Preußen             | einschwänzig, Kopf nach links gewandt, hält einen Schild mit einer Inschrift, bis 1929 |
|        | Kreis          | Oberbergischer Kreis         |                                     | Nordrhein-Westfalen |                                                                                        |
|        | Kreis          | Rheinisch-Bergischer Kreis   |                                     | Nordrhein-Westfalen |                                                                                        |
|        | ehem. Kreis    | Iserlohn                     |                                     | Nordrhein-Westfalen | bis 1975                                                                               |
|        | Stadt          | Mülheim an der Ruhr          | kreisfreie Stadt                    | Nordrhein-Westfalen | repräsentiert hier die Grafschaft Limburg                                              |
|        | Stadt          | Kierspe                      | Märkischer Kreis                    | Nordrhein-Westfalen | unbekrönt                                                                              |
|        | ehem. Gemeinde | Rönsahl                      | zu Kierspe                          | Nordrhein-Westfalen | unbekrönt, bis 1969                                                                    |
|        | ehem. Stadt    | Angermund                    | zu Düsseldorf                       | Nordrhein-Westfalen | bis 1975                                                                               |
|        | ehem. Stadt    | Bensberg                     | zu Bergisch Gladbach                | Nordrhein-Westfalen | bis 1975                                                                               |
|        | Stadt          | Hennef (Sieg)                | Rhein-Sieg-Kreis                    | Nordrhein-Westfalen | trägt eine Weintraube                                                                  |
|        | ehem. Stadt    | Hitdorf                      |                                     | Nordrhein-Westfalen | 1931–1960                                                                              |
|        | ehem. Stadt    | Lennep                       | zu Remscheid                        | Nordrhein-Westfalen | bis 1929                                                                               |
|        | Stadt          | Monheim am Rhein             | Kreis Mettmann                      | Nordrhein-Westfalen |                                                                                        |
|        | Stadt          | Wipperfürth                  | Oberbergischer Kreis                | Nordrhein-Westfalen |                                                                                        |
|        | Stadt          | Wesseling                    | Rhein-Erft-Kreis                    | Nordrhein-Westfalen | unbekrönt, rot bewehrt                                                                 |
|        | Ortsteil       | Pulheim-Sinnersdorf          | Rhein-Erft-Kreis                    | Nordrhein-Westfalen |                                                                                        |
|        | ehem. Stadt    | Gerresheim                   | zu Düsseldorf                       | Preußen             | unbekrönt                                                                              |
|        | Stadt          | Königswinter                 | Rhein-Sieg-Kreis                    | Nordrhein-Westfalen | linksgewendet                                                                          |
|        | Stadt          | Bergisch Gladbach            | Rheinisch-Bergischer-Kreis          | Nordrhein-Westfalen | goldener Löwe, wachsend über Wechselzinnenbalken                                       |
|        | ehem. Stadt    | Bergisch Gladbach            | Rheinisch-Bergischer-Kreis          | Nordrhein-Westfalen | goldener Löwe, wachsend über Wellenbalken, bis 1977                                    |
|        | ehem. Gemeinde | Beyenburg                    | zu Wuppertal                        | Preußen             | wachsend, bis 19. Jh., dann zu Lüttringhausen                                          |
|        | ehem. Stadt    | Burg an der Wupper           | zu Solingen                         | Nordrhein-Westfalen | mit silbernem Schwert, wachsend, bis 1975                                              |
|        | Gemeinde       | Engelskirchen                | Oberbergischer Kreis                | Nordrhein-Westfalen | wachsend                                                                               |
|        | Stadt          | Hückeswagen                  | Oberbergischer Kreis                | Nordrhein-Westfalen | wachsend                                                                               |
|        | Gemeinde       | Kürten                       | Rheinisch-Bergischer Kreis          | Nordrhein-Westfalen | wachsend                                                                               |
|        | Stadt          | Leichlingen (Rheinland)      | Rheinisch-Bergischer Kreis          | Nordrhein-Westfalen | wachsend                                                                               |
|        | ehem. Stadt    | Leverkusen                   | zu Leverkusen                       | Nordrhein-Westfalen | wachsend, 1930–1975                                                                    |
|        | Gemeinde       | Lindlar                      | Oberbergischer Kreis                | Nordrhein-Westfalen | wachsend, unbekrönt                                                                    |
|        | Stadt          | Lohmar                       | Rhein-Sieg-Kreis                    | Nordrhein-Westfalen | wachsend                                                                               |
|        | ehem. Gemeinde | Lüttringhausen               | zu Remscheid                        | Nordrhein-Westfalen | unbekrönt, wachsend, bis 1929                                                          |
|        | ehem. Gemeinde | Lützenkirchen                | zu Leverkusen                       | Preußen             | wachsend, bis 1930                                                                     |
|        | Stadt          | Meinerzhagen                 | Märkischer Kreis                    | Nordrhein-Westfalen | wachsend, unbekrönt, silbern bezungt und bewehrt, einfacher Schwanz                    |
|        | Amt            | Meinerzhagen                 | Märkischer Kreis                    | Nordrhein-Westfalen | wachsend, unbekrönt, einfacher Schwanz; 1846–1969                                      |
|        | Gemeinde       | Neunkirchen-Seelscheid       | Rhein-Sieg-Kreis                    | Nordrhein-Westfalen | wachsend                                                                               |
|        | Gemeinde       | Odenthal                     | Rheinisch-Bergischer Kreis          | Nordrhein-Westfalen | wachsend                                                                               |
|        | Stadt          | Ratingen                     | Kreis Mettmann                      | Nordrhein-Westfalen | wachsend                                                                               |
|        | Stadt          | Remscheid                    | kreisfreie Stadt                    | Nordrhein-Westfalen | wachsend, unbekrönt                                                                    |
|        | Stadt          | Rösrath                      | Rheinisch-Bergischer Kreis          | Nordrhein-Westfalen | wachsend                                                                               |
|        | Gemeinde       | Eitorf                       | Rhein-Sieg-Kreis                    | Nordrhein-Westfalen | wachsend, unbekrönt                                                                    |
|        | ehem. Stadt    | Bergisch Neukirchen          | zu Leverkusen                       | Nordrhein-Westfalen | auf allen vieren, bis 1975                                                             |
|        | Stadt          | Erkrath                      | Kreis Mettmann                      | Nordrhein-Westfalen | auf allen vieren                                                                       |
|        | ehem. Stadt    | Erkrath                      | Kreis Mettmann                      | Nordrhein-Westfalen | auf allen vieren                                                                       |
|        | Gemeinde       | Marienheide                  | Oberbergischer Kreis                | Nordrhein-Westfalen | auf allen vieren, unbekrönt                                                            |
|        | Gemeinde       | Morsbach                     | Oberbergischer Kreis                | Nordrhein-Westfalen | auf allen vieren                                                                       |
|        | Gemeinde       | Much                         | Rhein-Sieg-Kreis                    | Nordrhein-Westfalen | auf allen vieren, unbekrönt                                                            |
|        | Stadt          | Overath                      | Rheinisch-Bergischer Kreis          | Nordrhein-Westfalen | auf allen vieren                                                                       |
|        | Gemeinde       | Reichshof                    | Oberbergischer Kreis                | Nordrhein-Westfalen | auf allen vieren, unbekrönt                                                            |
|        | Stadt          | Sankt Augustin               | Rhein-Sieg-Kreis                    | Nordrhein-Westfalen | auf allen vieren                                                                       |
|        | Kreisstadt     | Siegburg                     | Rhein-Sieg-Kreis                    | Nordrhein-Westfalen | auf allen vieren, unbekrönt, rot bewehrt                                               |
|        | Stadt          | Waldbröl                     | Oberbergischer Kreis                | Nordrhein-Westfalen | wachsend, im Schildchen                                                                |
|        | Gemeinde       | Windeck                      | Rhein-Sieg-Kreis                    | Nordrhein-Westfalen | auf allen vieren                                                                       |
|        | ehem. Gemeinde | Benrath                      | zu Düsseldorf                       | Preußen             | nur der Kopf, bis 1929                                                                 |
|        | Ortsteil       | Brück                        | zu Köln                             | Nordrhein-Westfalen | auf allen vieren                                                                       |
|        | Ortsteil       | Porz                         | zu Köln                             | Nordrhein-Westfalen | im Schildlein                                                                          |
|        | Stadtteil      | Dabringhausen                | zu Wermelskirchen                   | Nordrhein-Westfalen | wachsend, einfacher Schwanz                                                            |
|        | Ortsgemeinde   | Fürthen                      | Landkreis Altenkirchen (Westerwald) | Rheinland-Pfalz     | nur der Kopf – oben: Sayner Löwe                                                       |

## Logos

### Vereine
| Wappen / Logo       | Name                                           | Sitz                |                                                                  |
| ------------------- | ---------------------------------------------- | ------------------- | ---------------------------------------------------------------- |
|                     | Altpfadfindergilde Bergischer Löwe             | Leverkusen          | Pfadfindergruppe im Verband Deutscher Altpfadfindergilden        |
|                     | Ring Bergisches Land                           | Köln                | Pfadfindergruppe im Deutschen Pfadfinder*innenbund Mosaik (DPBM) |
|                     | Gau Wartburg                                   | Berlin              | Pfadfindergruppe im Deutschen Pfadfinderbund (DPB)               |
|                     | Automobil-Club Bergischer Löwe                 | Rösrath             | Verein                                                           |
|                     | Düsseldorfer Automobil- und Motorsport-Club 05 | Düsseldorf          | ADAC-Ortsclub                                                    |
|                     | Bayer 04 Leverkusen                            | Leverkusen          | Sportverein                                                      |
|                     | Bergische Universität Wuppertal                | Wuppertal           | Hochschule                                                       |
|                     | Düsseldorfer EG                                | Düsseldorf          | Sportverein (bis 2012 DEG Metro Stars)                           |
|                     | Wuppertaler SV                                 | Wuppertal           | Sportverein (bis 2013 Wuppertaler SV Borussia)                   |
|                     | Ruderclub Germania Düsseldorf 1904 e.V.        | Düsseldorf          | Ruderclub                                                        |
|                     | FC Hennef 05                                   | Hennef              | Fußballverein                                                    |
|                     | 1. FC Mülheim                                  | Mülheim an der Ruhr | Fußballverein                                                    |
|                     | Verein Bergisch Land Gebirgsverein             | Wuppertal           | Ehemaliger gesamtbergischer Wanderverein                         |
|                     | Bergischer Geschichtsverein                    | Wuppertal           | Verein                                                           |
|                     | FC Remscheid                                   | Remscheid           | Sportverein                                                      |
|                     | VfB 06/08 Remscheid                            | Remscheid           | Sportverein                                                      |
|                     | BSV Düsseldorf                                 | Düsseldorf          | BezirksschülerInnenvertretung                                    |
|                     | Elberfelder Schachgesellschaft 1851            | Wuppertal           | Schachverein                                                     |
|                     | Schützenbruderschaft St. Annae et Katharinae   | Wuppertaler         | Schützenvereinigung                                              |
|                     | Verein für Kanusport Wuppertal                 | Wuppertal           | Kanuverein                                                       |
| (Historisches Logo) | Schwarz-Weiß Wuppertal                         | Wuppertal           | Ehemaliger Sportverein                                           |

In abgewandelter oder modernisierter Form:
| Wappen / Logo | Name                               | Sitz               |                |
| ------------- | ---------------------------------- | ------------------ | -------------- |
|               | Borussia Düsseldorf                | Düsseldorf         | Sportverein    |
|               | Bergischer HC                      | Wuppertal/Solingen | Handballverein |
|               | Billard Sportverein Wuppertal 1929 | Wuppertal          | Billardverein  |

### Unternehmen und Sonstige
| Wappen / Logo | Name                              | Sitz        |                                |
| ------------- | --------------------------------- | ----------- | ------------------------------ |
|               | Vereinigte Glanzstoff-Fabriken AG | Wuppertal   | Textilhersteller               |
|               | Tornax                            | Wuppertal   | Ehemaliger Automobilhersteller |
|               | Nordrhein-Westfalen-Tag           | Hückeswagen | Landesfesttag                  |